# Mockba Music
Mockba Music var en svensk musikgrupp verksam mellan 1982 och 1984. Musiken kan kategoriseras inom genrerna synthmusik, new wave och new romantic.
Gruppen bildades 1981 i Stockholm av Tom Wolgers (sång, klaviatur och percussion) med förflutet i Lustans Lakejer där han medverkade på gruppens andra album Uppdrag i Genève och skrev flera av sångerna tillsammans med Johan Kinde.   
Förutom Wolgers bestod Mockba Music till en början av Johan Vävare (trummor och slagverk) samt Michael Ekebladh. Den sistnämnde skulle ha rollen som ett slags modemedveten idéspruta, en idé Wolgers hämtat från Roxy Music som hade haft en klädskapare som informell medlem. Men Ekebladh lämnade gruppen ganska snart.
Mockba Music singeldebuterade sommaren 1982 med In från kylan, som var inspirerad av huvudkaraktären Alec Leamas i den kända romanen Spionen som kom in från kylan av John le Carré. Under hösten 1982 släpptes en andra singel, Någon som du, med Wolgers dåvarande flickvän Cecilia Hentz (sång) som ny medlem. Efter den tredje singeln Exil våren 1983 lämnade Johan Vävare gruppen, som sedan i praktiken var ett enmansband bestående av Tom Wolgers. 
Inspelningarna av en LP hade pågått periodvis sedan sommaren 1982 men en utgivning lät vänta på sig på grund av Wolgers perfektionism. Han hade i sitt kontrakt med Stranded Rekords till och med en klausul inskriven som gav honom rätt att säga nej till att ge ut en skiva. Men våren 1984 släpptes till sist albumet Mockba Music, som förutom versioner av singlarna Någon som du och Exil bestod av åtta nya kompositioner, varav två instrumentala. Albumet fick betyget fyra av fem stjärnor i tidningen Schlager som dessutom gav skivan epitetet ”Sveriges bästa bakgrundsmusik”. Även det geometriskt stilfulla omslaget uppmärksammades och belönades 1985 med utmärkelsen Silverägget av Sveriges Reklamförbund (numera Sveriges Kommunikationsbyråer).
Mockba Music arbetade med en rad musiker som lånades från det gemensamma skivbolaget, bland andra Thomas Di Leva, Johan Ekelund, Heinz Liljedahl (omnämns ibland felaktigt som ordinarie medlem), Eric Gadd (då under namnet Erich West) och Mauro Scocco. Sedan Johan Vävare lämnade gruppen var också teknikerna Kaj Erixon och Lennart Ström mycket betydelsefulla vid inspelningarna.
Mockba Music var ett renodlat studioband och var mer eller mindre redan upplöst vid utgivningen av LP:n. Tom Wolgers startade därefter Paris Bis (ursprungligen Paris Bizarre, men namnet ansågs för porrigt av skivbolaget) tillsammans med Irma Schultz (sång), som rönte viss framgång i Holland, Frankrike och Spanien. Redan vid tiden för Mockba Musics bildande hade Wolgers börjat intressera sig för konstmusik och inlett ett samarbete med fotografen Bruno Ehrs vilket resulterade i ”Stockholmsutställningen 1982”, som visades på Fotograficentrum i Stockholm. Fem år senare kom de att tillsammans göra utställningen "Stockholmsviten" som visades på Moderna Museet år 1987. Till utställningen på Moderna Museet togs det fram en fotobok innehållande en grammofonskiva med Wolgers musik. Wolgers fortsatte efter det att arbeta med musikinstallationer till utställningar och även scenmusik samt musik till reklamfilmer.
Under hösten 2012 kunde In från kylan höras bland den tidstypiska musiken till SVT:s dramaserie Torka aldrig tårar utan handskar som utspelar sig i ett tidigt åttiotals-Sverige.

## Diskografi
- In från kylan (singel 1982)
- Någon som du (singel 1982)
- Exil (maxisingel 1983)
- Mockba Music (LP 1984)